# Amelia Wood
Amelia Wood (geb. Wershoven, in erster Ehe Bert; * 11. Dezember 1930 in Ridgefield Park; † 7. Juni 2013 in Mattituck, New York) war eine US-amerikanische Speerwerferin und Kugelstoßerin.
Bei den Panamerikanischen Spielen gewann sie 1951 in Buenos Aires Silber im Speerwurf und wurde Vierte im Kugelstoßen. 1955 in Mexiko-Stadt holte sie Bronze im Speerwurf.
1956 kam sie bei den Olympischen Spielen in Melbourne im Speerwurf auf den 14. Platz.
Bei den Panamerikanischen Spielen 1959 in Chicago errang sie erneut Bronze im Speerwurf.
Viermal wurde sie US-Meisterin im Kugelstoßen (1949, 1951–1953) und je zweimal im Speerwurf (1950, 1953) und im Baseballwurf (1951, 1955). Im August 1957 warf sie einen Baseball 76,92 m weit und stellte damit eine Weltbestleistung auf. 1950, 1952 und 1953 wurde sie US-Hallenmeisterin im Kugelstoßen.

## Persönliche Bestleistungen
- Kugelstoßen: 13,06 m, 9. Juni 1951, Harrisburg
- Speerwurf: 47,22 m, 1958